# Ed Repka
Edward J. Repka är en amerikansk konstnär som gjort omslag åt bl.a. Megadeth, Nuclear Assault och Venom.

## Repkas arbeten
- Guillotine - Blood Money
- Hyades - And the Worst is Yet to Come
- 3 Inches of Blood - Advance & Vanquish
- Atheist - Piece of Time
- Death - Scream Bloody Gore
- Death - Leprosy
- Death - Spiritual Healing
- Defiance - Product of Society
- Defiance - Beyond Recognition
- Evildead - The Underworld
- Evildead - Annihilation Of Civilization
- Killjoy  - Compelled by Fear
- Massacre - From Beyond
- Massacre - Inhuman Condition
- Massacre - Provoked Accurser
- Megadeth - Holy Wars... The Punishment Due
- Megadeth - Peace Sells... But Who's Buying?
- Megadeth - Hangar 18
- Megadeth - Rust in Peace
- Megadeth - Rusted Pieces
- Merciless Death - Evil In The Night
- Municipal Waste - Hazardous Mutation
- Necro - The Pre-Fix for Death
- Nuclear Assault - Game Over (album)
- Possessed - Beyond the Gates
- Sanctuary - Refuge Denied
- SxOxBx - Gate Of Doom - (toys factory . 1992)
- Solstice - Solstice
- Suicide Watch - Global Warning
- Toxic Holocaust - Hell on Earth
- Toxik - World Circus
- Toxik - Think this Album
- Various Artists - Thrash or be Thrashed - An International Tribute to Thrash
- Venom - Here Lies
- Vio-lence - Eternal Nightmare
- Wrathchild America - Climbin' the Walls